# Села при Вишњи Гори
Села при Вишњи Гори (словен. Sela pri Višnji Gori) је насељено место у општини Иванчна Горица, Средњесловенска регија, Словенија.

## Историја
До територијалне реорганизације у Словенији била су у саставу старе општине Гросупље.

## Становништво
У попису становништва из 2011. године, Села при Вишњи Гори су имала 49 становника.
| Број становника према пописима | Број становника према пописима | Број становника према пописима |
| ------------------------------ | ------------------------------ | ------------------------------ |
| 1991                           | 2002                           | 2011                           |
| 41                             | 46                             | 49                             |

Напомена: До 1953. исказивано под именом Села.